# Anneliese Uhlig
Anneliese Uhlig (* 27. August 1918 in Essen; † 17. Juni 2017 in Santa Cruz, Kalifornien, Vereinigte Staaten) war eine deutsch-US-amerikanische Schauspielerin und Journalistin.

## Leben und Werk
Anneliese Uhlig wurde als Tochter der Opernsängerin Margarete Maschmann und des Bühnenschauspielers Kurt Uhlig geboren. Nach der Trennung der Eltern lebte sie mit der Mutter in Essen, Dortmund, Leipzig und Braunschweig. 1937 ging sie nach Berlin, nahm Schauspielunterricht an der Peter-Reimann-Akademie und machte gleichzeitig eine Ausbildung als Modezeichnerin. Noch im selben Jahr debütierte sie in Calderóns Der Richter von Zalamea am Berliner Schillertheater und – mit den weiblichen Hauptrollen in zwei von Carmine Gallone inszenierten Filmen der Tobis – auch beim Film. 1939/40 trat die Schauspielerin, die von klassischer Schönheit war, gleich in vier Kriminalfilmen auf, in denen sie bezaubernde, aber hintergründige und verdächtige Frauen verkörperte. Im Film Der Vorhang fällt erweist sich am Ende tatsächlich, dass die elegante Schöne aus Eifersucht einen Mord begangen hat. In dem von der Terra produzierten, von klassischen faschistischen Themen wimmelnden Propagandafilm Blutsbrüderschaft (1941) spielt sie eine von zwei ungleichen Freunden umworbene Krankenschwester.
In der Anfangszeit des Zweiten Weltkrieges wurde Anneliese Uhlig auch in der Truppenbetreuung eingesetzt und tingelte in holländischen, französischen, polnischen und russischen Fronttheatern. Nach einem Konflikt mit Propagandaminister Joseph Goebbels ging sie 1942 – ebenso wie ein Jahr später auch Lída Baarová – nach Italien, wo sie in fünf weiteren Filmen mitwirkte und nach Mussolinis vorläufiger Entmachtung im Juli 1943 als Dolmetscherin für seine Familie arbeitete. 1944 kehrte sie – kriegsdienstverpflichtet – nach Deutschland zurück und führte ihre Karriere mit Filmen wie Der Majoratsherr, Um neun kommt Harald und Solistin Anna Alt fort. In dem letztgenannten Film, einem von Werner Klingler inszenierten Ehedrama im Musikermilieu, zeigte sie ihre reifste Darstellungsleistung. Sie stand 1944 in der Gottbegnadeten-Liste des Reichsministeriums für Volksaufklärung und Propaganda.
Nach dem Ende des Zweiten Weltkrieges wurden Anneliese Uhligs Filmauftritte selten, seit den 1950er-Jahren spielte sie in Deutschland jedoch immer wieder Theater, und seit den 1970er-Jahren war sie wiederholt auch in deutschen Fernsehproduktionen zu sehen. In der Serie Okay S.I.R. übernahm sie die Titelrolle.
Ihre zweite Berufslaufbahn hatte Anneliese Uhlig nach Kriegsende beim US-Special-Service in Salzburg begonnen, für den sie Filme produzierte und inszenierte. Von 1946 bis 1967 arbeitete sie als Auslandskorrespondentin in Italien, Österreich und den USA und schrieb politische Artikel und Reportagen, die in amerikanischen und deutschen Zeitungen und im Rundfunk veröffentlicht wurden. Sie übersiedelte 1948 in die USA und erwarb dort später auch die Staatsbürgerschaft. Als Redakteurin der in Alexandria/Virginia ansässigen Zeitung Alexandria Gazette berichtete sie unter anderem aus dem Weißen Haus. Von 1960 bis 1964 war sie in Alexandria auch als Theaterproduzentin tätig. Von 1963 bis 1965 wirkte sie an der Thammasat-Universität Bangkok als Dozentin für Dramatik und Deutsch. Im Jahr 1989 wurde sie mit dem Verdienstkreuz l. Klasse des Verdienstordens der Bundesrepublik Deutschland geehrt.
Anneliese Uhlig war in erster Ehe seit 1939 mit dem Schauspieler Kurt Waitzmann verheiratet. Nach der Scheidung ging sie eine weitere Ehe mit dem amerikanischen Oberleutnant und Kunsthistoriker Douglas B. Tucker ein. Sie war Mutter eines Sohnes und lebte im kalifornischen Santa Cruz. Am 17. Juni 2017 starb sie dort im Alter von 98 Jahren.

## Filmografie
- 1937: Stimme des Blutes (Carmine Gallone)
- 1937: Manege (Carmine Gallone)
- 1939: Die Stimme aus dem Äther (Harald Paulsen)
- 1939: Das Recht auf Liebe (Joe Stöckel)
- 1939: Verdacht auf Ursula (Karlheinz Martin)
- 1939: Der Vorhang fällt (Georg Jacoby)
- 1940: Kriminalkommissar Eyck (Milo Harbich)
- 1940: Golowin geht durch die Stadt (Robert A. Stemmle)
- 1940: Herz ohne Heimat (Otto Linnekogel)
- 1940: Blutsbrüderschaft
- 1942: Don Cesare di Bazan (Riccardo Freda)
- 1943: Mater dolorosa (Giacomo Gentilomo)
- 1943: Tempesta sul golfo (Gennaro Righelli)
- 1943: La primadonna (Ivo Perilli)
- 1944: La fornarina (Enrico Guazzoni)
- 1944: Solistin Anna Alt (Werner Klingler)
- 1944: Der Majoratsherr (Hans Deppe)
- 1944: Um neun kommt Harald (Carl Boese)
- 1944/1949: Ruf an das Gewissen (Karl Anton)
- 1944/1952: Das Mädchen Juanita (Wolfgang Staudte)
- 1953: Solange du da bist (Harald Braun)
- 1956: Dany, bitte schreiben Sie (Eduard von Borsody)
- 1973–1974: Okay S.I.R. (Fernsehserie, 32 Folgen)
- 1973: Der Kommissar – Sonderbare Vorfälle im Hause von Professor S.
- 1974: Der Monddiamant (Fernseh-Mehrteiler)
- 1974: Im Vorhof der Wahrheit
- 1976: Der Winter, der ein Sommer war
- 1980: Guten Abend, Mrs. Sunshine
- 1983: Es gibt noch Haselnußsträucher
- 1994: Immenhof (Fernsehserie)
- 1995: Rosamunde Pilcher: Wechselspiel der Liebe
- 1998: Rosamunde Pilcher: Heimkehr
- 2013: George, Dokumentation über Heinrich George

## Bücher von Anneliese Uhlig
- Einladung nach Kalifornien, Langen-Müller, München 1988.
- Rosenkavaliers Kind. Eine Frau und drei Karrieren, Herbig, München 1977, ISBN 3-7766-0825-0 (Autobiografie).